# Hazuki Company
Hazuki Company株式会社（ハズキカンパニー）は、ハズキルーペ会長松村謙三率いるプリヴェ企業再生グループ傘下の小売業を営む企業。

## 沿革
- 1976年（昭和51年） - 株式会社エー・ジーとして設立[1]。玩具、日用品の企画・開発・製造及び販売を手掛ける。主力商品には「ヒーリーズ」、「ベビーコロール」、「ペアルーペ」、「ゲイラカイト」などがある。

- 2004年（平成16年）- タカラ（現・タカラトミー）の傘下に入る[1][2]。
- 2007年（平成19年）- プリヴェ企業再生グループの傘下に入る[3][4]。
- 2010年（平成22年）- プリヴェAG株式会社に社名変更[5]。自社ブランド「ハズキルーペ」を立ち上げる[6]。

- 2017年（平成29年） - Hazuki Company株式会社に社名変更[7]。
- 2018年（平成30年） - 渡辺謙のCMが話題となる[6][8]。取扱店舗が3万店を超える。

- 2019年（平成31年・令和元年） - 取扱店舗が5万店を超える[4]。

## ハズキルーペ
ハズキルーペは、Hazuki Companyの主力商品となっている眼鏡型ルーペである。レンズの拡大率は1.32倍 1.6倍 1.85倍の3種類が存在し、サイズはラージ、コンパクト、クールの3種、レンズ自体の色はクリアレンズとカラーレンズの2種、フレームは10色のバリエーションで展開している。
旧エー・ジー時代には、既に「ペアルーペ」の商品名で同種のルーペを販売していた。プリヴェ企業再生グループの傘下となった後、同グループが富士通から買収した神田通信工業が設計、製造、生産を行うことになった。その上で製品のレンズ設計、デザインを改良、世界最新鋭の自動化工場を作りあげ、商品名を「ハズキルーペ」と改めた。
現在主に実店舗で販売されており、取り扱い店舗は全国4万9324店舗のメガネ店、有名デパート、ハンズ、家電量販店、ホームセンター、大型書店などに拡大している。
テレビCM等の宣伝広告費は100億円超を投下している。なお、テレビCM製作にあたっては出演者の年齢を徐々に下げることによって、購買層をより広げることを意識している。また、渡辺謙が出演のCMではハズキルーペ会長が自ら脚本を書くなど直接CM製作にも携わっている。

### CM出演者
- 宝田明
- 石坂浩二（2010年）
- 長谷川初範（2017年）
- ジュディ・オング (2017年)
- 舘ひろし・松野未佳（2017年）[10]
父と娘が食事をする設定。
- 渡辺謙・菊川怜（2018年）[10]
渡辺の「世の中の文字は小さすぎて読めない」と叫ぶシーンが特徴。CM出演のオファーを受けた渡辺は怒りをテーマにした台本を製作している。[11]
本CMのパロディとして菊川がソフトバンクのCM（白戸家ミステリートレイン）に出演している。[13]
- 武井咲・小泉孝太郎・舘ひろし（2018年9月 - ）[10]
設定は黒革の手帳をイメージした高級クラブのママと客。
- 武井咲・小泉孝太郎・舘ひろし・松岡修造（2019年3月 - ）
設定は舞台リハーサル。